# Аурантипор
Аурантипор (Aurantiporus) — рід базидіомікотових грибів родини трутовикових (Polyporaceae). Назва вперше опублікована 1905 року.

## Класифікація
До роду Aurantiporus відносять 5 видів:
- Aurantiporus albidus Rajchenb. & Cwielong (1995) – Аргентина
- Aurantiporus alborubescens (Bourdot & Galzin) H.Jahn (1973) – Європа
- Aurantiporus fissilis (Berk. & M.A.Curtis) H.Jahn ex Ryvarden (1978) – Європа
- Aurantiporus pilotae (Schwein.) Murrill (1905)
- Aurantiporus transformatus (Núñez & Ryvarden) Spirin & Zmitr. (2006)